# Thierry Delarue
Thierry Delarue est un grimpeur français né le 9 juin 1978. Il est quadruple champion du monde dans la catégorie handisport AL-2.

## Biographie
Il remporte successivement quatre titres de champion du monde dans la catégorie AL2 (grimpeurs amputés ou privés d’un membre inférieur) : à Innsbruck en 2018 (pour sa première année de compétition), à Briançon en 2019, à Moscou en 2021 et à Berne en 2023,.
En 2024, il participe au relais de la flamme olympique en emmenant une équipe de grimpeurs au sommet du rocher de la Baume, à Sisteron.

## Liens
- Ressource relative au sport :   - Fédération internationale d'escalade